# بيع العينة
أن يبيع التاجر على المشتري شيئا بثمن مؤجل كالدين وغيره , ثم يقوم التاجر بشراء هذه البضاعة منه في الحال بقيمة أقل ونقدا .

## مثالها
أن تقول مثلا: هذه السيارة أبيعك إياها باثني عشر ألفا دينارا و يكتب عليه لك اثنا عشر ألفا دينارا تحل بعد سنة، ثم تقول: أشتريها منك بعشرة نقدا فتدفع له عشرة، وترجع إليك سيارتك ويبقى لك في ذمته اثنا عشر، وكأنك أعطيته العشرة باثني عشر وصارت السيارة أو السلعة حيلة للربا.

## سبب التسمية
فالعينة (بكسر العين) معناها في اللغة: السلف، يقال: اعتان الرجل: إذا اشترى الشيء بالشيء نسيئة أو اشترى بنسيئة.
وقيل: لهذا البيع عينة، لأن مشتري السلعة إلى أجل يأخذ بدلها (أي من البائع)، عينا أي نقداً حاضراً.
ويرى الكمال بن الهمام من الحنفية أنه سمي بيع العينة لأنه من العين المسترجعة، واستحسن الدسوقي من المالكية أن يقال: إنما سميت عينة، لإعانة أهلها للمضطر على تحصيل مطلوبه على وجه التحيل بدفع قليل في كثير.

## حكمها في الإسلام
ذهب جماهير أهل العلم إلى تحريمه لأنه من الربا ومن طرق التحايل عليه. وقد دل على تحريم بيع العينة ما رواه ابْن عُمَرَ رضي الله عنهما قَالَ : سَمِعْتُ رَسُولَ اللَّهِ صَلَّى اللَّهُ عَلَيْهِ وَسَلَّمَ يَقُولُ : ( إِذَا تَبَايَعْتُمْ بِالْعِينَةِ ، وَأَخَذْتُمْ أَذْنَابَ الْبَقَرِ ، وَرَضِيتُمْ بِالزَّرْعِ ، وَتَرَكْتُمْ الْجِهَادَ ، سَلَّطَ اللَّهُ عَلَيْكُمْ ذُلًّا لَا يَنْزِعُهُ حَتَّى تَرْجِعُوا إِلَى دِينِكُمْ ).